# Air Do
AIRDO Co., Ltd. (株式会社エアドゥ, Kabushiki-gaisha Ea Du), precedentemente nota come Hokkaido International Airlines (北海道国際航空株式会社, Hokkaidō Kokusai Kōkū Kabushiki-gaisha), è una compagnia aerea regionale giapponese con sede a Sapporo. Opera servizi di linea tra le isole di Honshu e Hokkaido in collaborazione con All Nippon Airways, dai suoi hub all'aeroporto di New Chitose a Sapporo e all'aeroporto di Haneda a Tokyo.

## Storia
La compagnia aerea venne fondata come Hokkaido International Airlines nel 1996 da Teruo Hamada (浜田輝男, Hamada Teruo), un imprenditore di Hokkaido, poco dopo l'approvazione da parte del governo giapponese di una politica di deregolamentazione delle compagnie aeree nazionali che avrebbe consentito ai vettori di fissare liberamente le tariffe sulle rotte nazionali. Hamada raccolse investimenti da altre 29 persone interessate a creare una compagnia aerea low cost per competere con i principali vettori nazionali giapponesi (All Nippon Airways, Japan Airlines e Japan Air System) sui voli tra le città di Hokkaido e Tokyo. Capitale aggiuntivo venne raccolto da Kyocera, Tokio Marine & Fire Insurance, Hokkaido Electric Power Company e altri investitori istituzionali, nonché dai governi locali di Hokkaido che cercavano un servizio aereo meno costoso per Tokyo.
La compagnia iniziò le operazioni di volo sulla rotta Tokyo-Sapporo, utilizzando il marchio Air Do, nel dicembre 1998. Il suo primo amministratore delegato fu l'ex manager giapponese di Virgin Atlantic. I servizi di manutenzione e assistenza a terra vennero affidati a Japan Airlines. Air Do godette di fattori di carico molto elevati durante i suoi primi mesi di attività, poiché le sue tariffe erano dal 60% al 70% di quelle offerte dalle compagnie aeree affermate.
Tuttavia, altre compagnie adottarono rapidamente le proprie tariffe scontate per l'acquisto anticipato sulla scia del successo iniziale di Air Do, facendo ridurre i fattori di carico a circa il 50%. Nel 2000, il governo della prefettura di Hokkaido iniettò più capitale e mise uno dei suoi alti funzionari a capo della società. Dopo essere stata colpita in modo significativo dal punto di vista finanziario a seguito degli attacchi dell'11 settembre 2001, e dopo aver negato ulteriori finanziamenti dal governo della prefettura di Hokkaido, Air Do entrò nelle procedure di ristrutturazione aziendale giapponese nel giugno 2002.
Air Do ricevette nuovo capitale azionario da un fondo di investimento tokumei kumiai organizzato dalla Development Bank of Japan (DBJ), in cui All Nippon Airways era un investitore chiave. Questo ha dato il via a una serie di rapporti commerciali tra Air Do e ANA, tra cui il code share di ANA sui voli operati da Air Do e il noleggio di ulteriori 767 e 737. Il fondo è stato sciolto nel settembre 2008 e DBJ, ANA e altri investitori sono diventati azionisti diretti di Air Do.
Il 1º ottobre 2012, il nome legale della compagnia è stato cambiato da Hokkaido International Airlines Co., Ltd. a AIRDO Co., Ltd.
Air Do è stata sanzionata dal governo giapponese nel dicembre 2014 per aver promosso un primo ufficiale a comandante nonostante le scarse prestazioni in addestramento. A seguito dell'ordine di miglioramento dell'attività, Air Do nel gennaio 2015 si è mossa per eliminare le sue rotte a basso rendimento verso Niigata, Toyama, Fukushima e Komatsu.
Nel maggio 2021, Air Do e Solaseed Air hanno annunciato l'intenzione di fondersi a causa delle difficoltà operative durante la pandemia di COVID-19. Nel luglio 2021, gli azionisti di Air Do hanno approvato una proposta per l'emissione di 63,2 milioni di dollari di azioni per migliorare le finanze prima dell'integrazione aziendale. La nuova holding per entrambe le compagnie aeree, RegionalPlus Wings, è stata ufficialmente costituita il 3 ottobre 2022.

## Destinazioni
Al 2022, Air Do opera voli domestici all'interno del territorio giapponese, servendo dieci città.

## Flotta

### Flotta attuale

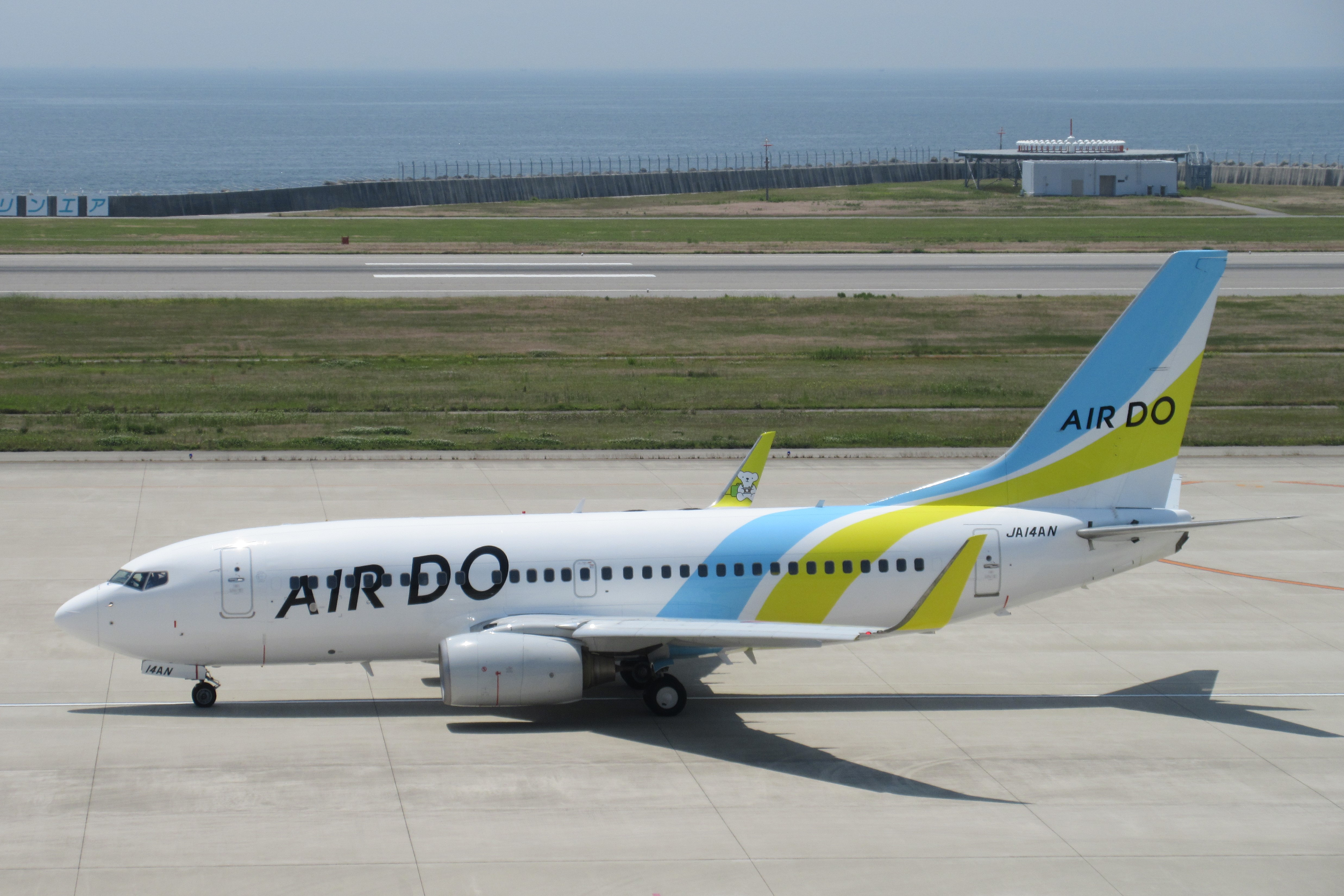
Un Boeing 737-700.

Ad ottobre 2024 la flotta di Air Do è così composta:

### Flotta storica

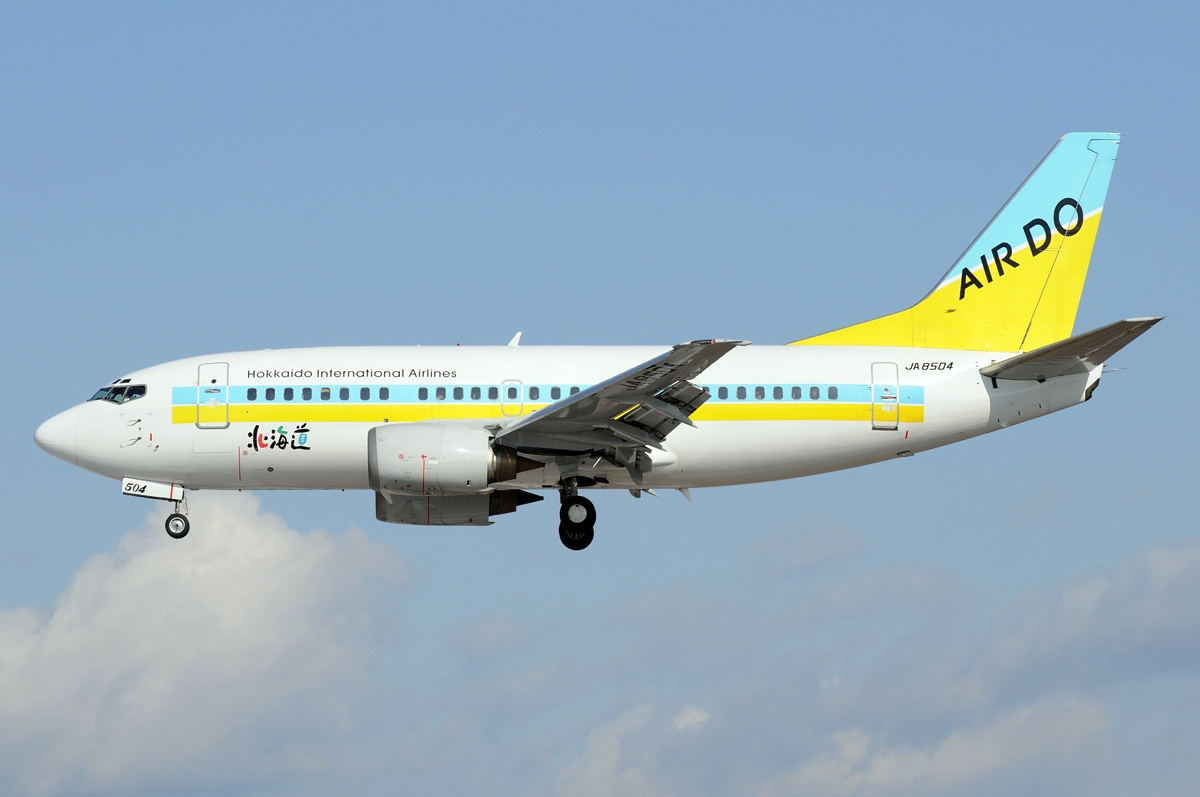
Un Boeing 737-500 nella vecchia livrea.

Air Do operava in precedenza con i seguenti aeromobili: